# Harmen Fraanje
Harmen Fraanje est un pianiste et compositeur de jazz néerlandais, né en 1976 à Roosendal, aux Pays-Bas. Il vit actuellement à Amsterdam.
Il a joué en solo, duo, trio, quatuor et quintette de jazz, comme leader ou comme membre invité, et joué avec de nombreux artistes de cultures et d’horizons divers, comme le chanteur et percussionniste sénégalais Mola Sylla, la chanteuse camerounaise Ntjamrosie ou le violoncelliste Ernst Reijseger.
Le morceau Sonatala a été inclus dans le Real Book de 2005, publié par Sheer Music.

## Collaborations
Harmen Fraanje participe à d’autres concerts ou enregistrements avec des groupes tels que Fugimundi, un trio avec Eric Vloeimans et Anton Goudsmit, Lievestro 6, the Michael Moore Quartet, Oxymore et le groupe du guitariste brésilien Nelson Veras.
Également avec les musiciens ou orchestres Mark Turner, Magic Malik, Kenny Wheeler, Jeff Ballard, Ali Jackson, Philip Catherine, Tony Malaby Tony Malaby, Elvin Jones Elvin Jones, Hein van de Geyn, Metropole Orchestra, Zapp String Quartet, Mats Eilertsen, Toma Gouband, Cristina Branco, Brice Soniano, Stéphane Galland Stéphane Galland, Rick Margitza, Jesse van Ruller, Reggie Washington, Benjamin Herman, Toots Thielemans, John Ruocco, Han Bennink, Anton Goudsmit, Jasper Blom, Bert Joris, Jimmy Haslip, John Engels, le Dutch Jazzorchestra du Concertgebouw, Nils Ostendorf, Martin France, Dré Pallemaerts, Guillaume Orti, Michael Vatcher, Guilhem Verger, Bert van den Brink, Thomas Strönen, Olivier Steidle, Nils Wogram, Fredrik Ljungkvist.

## Discographie
- Sonatala (28 mai 2004) Challenge B0000ARNE5
- Ronja (11 juillet 2006) Challenge B000E6GDMY
- Par4chemins (8 novembre 2007) Cristal Records B000WE5H7A
- Avalonia (12 octobre 2010) Challenge B003UCZNA2

## Distinctions
En 2004 : North Sea Jazz Composition Assignment
En 2006 : nommé pour le prix Paul Ackett (Bird Award), la plus importante des récompenses octroyées par le Festival de jazz de la Mer du Nord.
En 2007 : VIP 2007 par le Dutch Jazz Club.
En 2008 : reçoit le prix Prins Bernhard Cultuurprijs Noord Brabant.